# Le développement du capitalisme en Russie
Le développement du capitalisme en Russie (en russe : Развитие капитализма в России), publié en 1899, est un des premiers ouvrages économiques de Vladimir Lénine écrit alors qu'il est en exil en Sibérie.
Publié sous le pseudonyme de « Vladimir Ilyin », le livre établit sa réputation de théoricien marxiste majeur.

## Histoire
Lénine commence l'écriture de son livre alors qu'il est emprisonné à la suite de l'affaire de Saint-Pétersbourg. L'œuvre est achevée en exil dans le village de Shushenskoye alors que Lénine a 29 ans.
En trois ans, Lénine réussit à compiler une grande quantité de littérature sur l'économie russe, et plus de 500 sources sont utilisées dans le livre : monographies, articles, ouvrages de référence statistique, recueils, revues, etc.
Le livre est publié pour la première fois en mars 1899 sous le pseudonyme « Vladimir Ilyin » et est tiré à 2 400 exemplaires. En 1908, une deuxième édition du livre est publiée avec des modifications mineures.

## Contenu
Dans cet ouvrage, Lénine rejette la pensée du Narodniki selon laquelle la Russie pourrait éviter l'étape de développement capitaliste et que la commune rurale pourrait servir de base au communisme.
Au contraire, Lénine soutient que les communes rurales avaient déjà été anéanties par le capitalisme et il montre statistiquement à quel point le féodalisme était déjà en train de mourir en Russie. Lénine rend compte de la croissance des marchés d'échelle nationale en Russie remplaçant les marchés locaux, la tendance à cultiver des cultures commerciales plutôt que de dépendre de l'agriculture de subsistance et une croissance de la propriété individuelle plutôt que communautaire. Lénine observe également une division de classe croissante parmi les paysans, avec une division croissante entre une bourgeoisie rurale propriétaire foncière et un prolétariat rural majoritairement sans terre provenant d'une paysannerie moyenne en déclin.
Lénine voit un ensemble d’intérêts communs entre les prolétariats rural et urbain et la possibilité d’une alliance entre ouvriers et paysans contre les représentants du capital.

### Traduction
- (en) Cet article est partiellement ou en totalité issu de l’article de Wikipédia en anglais intitulé « The Development of Capitalism in Russia » (voir la liste des auteurs).